# Lothar Reppel
Lothar Reppel (* 6. November 1926 in Königswalde) ist ein deutscher Pharmazeut und ehemaliger Hochschullehrer an der Martin-Luther-Universität Halle-Wittenberg. Er war Präsident der Pharmazeutischen Gesellschaft der DDR.

## Leben und Werk
Lothar Reppel stammt aus dem sächsischen Erzgebirge, studierte von 1946 bis 1950 Pharmazie und promovierte 1953 an der Martin-Luther-Universität Halle-Wittenberg zum Dr. rer. nat. 1958 habilitierte er sich und wurde im darauffolgenden Jahr Dozent in Halle (Saale). 1964 erfolgte seine Ernennung zum Professor mit Lehrauftrag für Pharmazie an der Martin-Luther-Universität Halle-Wittenberg. 1967 wurde er gleichzeitig Direktor der Sektion Pharmazie der dortigen Universität. 1982 schied er aus dem Universitätsdienst in Halle aus.
Von 1968 bis 1982 war er Präsident der Pharmazeutischen Gesellschaft der DDR.

## Schriften (Auswahl)
- Über die Reaktionsfähigkeit einiger Substitutionsprodukte des Harnstoffes mit Quecksilber-II-chlorid. Halle 1953.
- Beiträge zur Biochemie und Analytik der Cumarine. Halle 1958.
- 10 Jahre Pharmazeutische Gesellschaft der Deutschen Demokratischen Republik. In: Die Pharmazie 20 (1965), S. 249–251.
- (mit Rüdiger Schwaiberger und Jakob Hermann): Aus der Arbeit des Wissenschaftlichen Rates der Martin-Luther-Universität Halle. In: Das Hochschulwesen, 21. (1973), Nr. 8, S. 235 ff.